# Немышлянское
Электродепо «Немышлянское» (ТЧ-1) (укр. Електродепо «Немишлянське») — первое электродепо Харьковского метрополитена, обслуживающее Холодногорско-Заводскую и временно Алексеевскую линию. Введено в эксплуатацию 30 июля 1975 года под названием «Московское». Нынешнее название с 1 июня 2022 года.
Депо расположено возле Коммунального путепровода в районе посёлка Евгеньевка.

## История
В 1975 году была сдана первая очередь депо (16 канав, 14 из которых рассчитаны на 2 пятивагонных состава и 2 канавы для ремонтных работ).
Изначальное название депо — «Служба подвижного состава Харьковского метрополитена» (укр. «Служба рухомого складу Харківського метрополітену»). До его открытия у всех депо на постсоветском пространстве название начиналось с аббревиатуры «ТЧ», что означает «тяговая часть». Такое название — «Служба подвижного состава Харьковского метрополитена» — сохранилось до 1984 года — момента, когда депо потребовалось преобразовать в два самостоятельных предприятия для открытия электродепо ТЧ-2 «Салтовское», обслуживающее Салтовскую линию.
В 1978 году закончены строительные работы в электродепо (добавлены 3 канавы для отстоя ещё 6 пятивагонных составов).
Электродепо, как структурное подразделение метрополитена, оказывающее услуги по перевозке населения и выполняющее производственные, научные и другие виды деятельности, было организовано 6 августа 1984 года.
Первые вагоны поступили в депо в октябре 1974 года. Первый поезд для обкатки тоннеля вышел 30 июля 1975 года. 22 августа 1975 года введён в эксплуатацию первый участок Холодногорско (Свердловско) — Заводской линии длиной 9,8 км с 8 станциями.
Дальнейшие проведённые работы — оборудование подвижного состава системой АЛС-АРС (1975—1977 гг.), АРС «Марс 1/5» (1978 г.), системой ДПУ АРС, системой АРС «Днепр 2/6» вагонов серии 81-717.5/714.5, введение системы автоматического ведения подвижного состава (1978 г.), вагонов серии 81-717/714, 81-717.5/714.5, оборудование лабораторий стендами для ремонта, регулирования и проверки работы блоков аппаратуры АРС, ТРП, БПСН, автоведения, системы «Импульс».
1 июня 2022 года депо «Московское» было переименовано в «Немышлянское».

### Ракетный обстрел
В ходе вторжения России на Украину во время ракетных обстрелов Харькова российскими войсками 20 июня 2022 года в 23:55 одна из ракет попала в отстойно-ремонтный корпус депо, нанеся зданию многочисленные повреждения. От взрывной волны и обрушения крыши получили значительные повреждения три состава, из них два вагона 81-719 № 107, 108 и единственный в метрополитене служебный вагон-путеизмеритель «Д» № 2302 были полностью искорёжены и смяты, в меньшей степени повреждения получили рядом стоящие вагоны Ем-508Т. Травмы получил 61-летний работник депо. В связи с этим строящееся депо «Алексеевское» (ТЧ-3) планируется разместить под землёй.

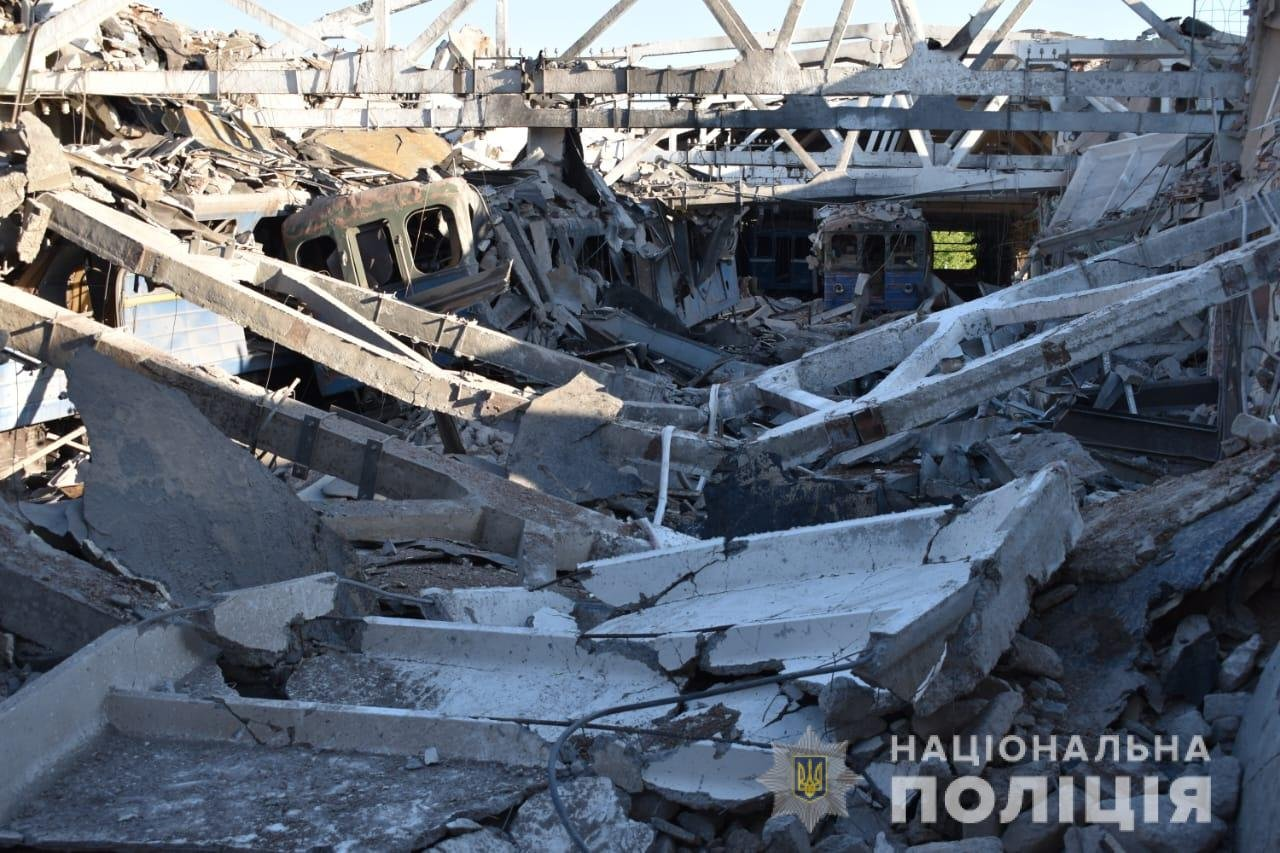
Обрушившаяся крыша депо и частично разбитые вагоны Еж3/Ем-508Т
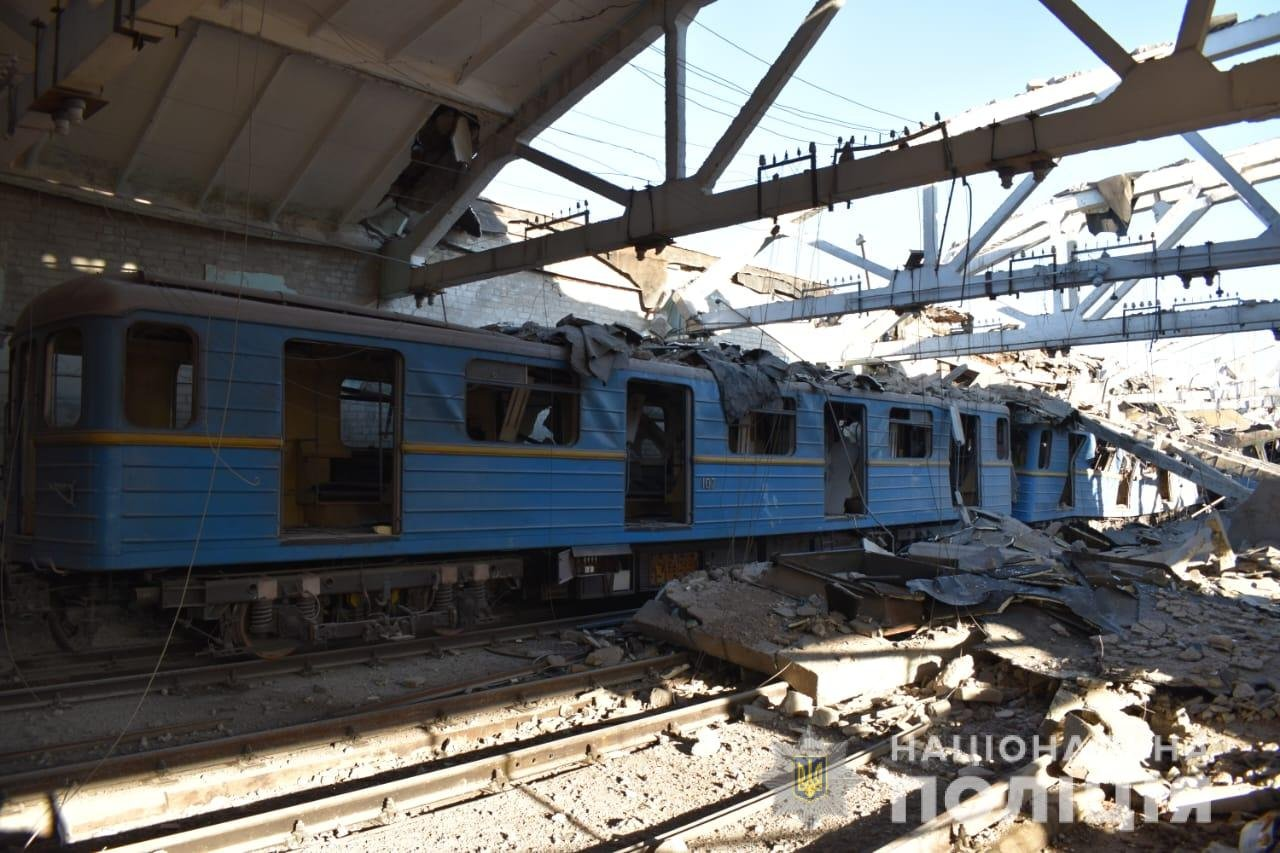
Разбитые вагоны 81-718/719 и обрушившаяся крыша
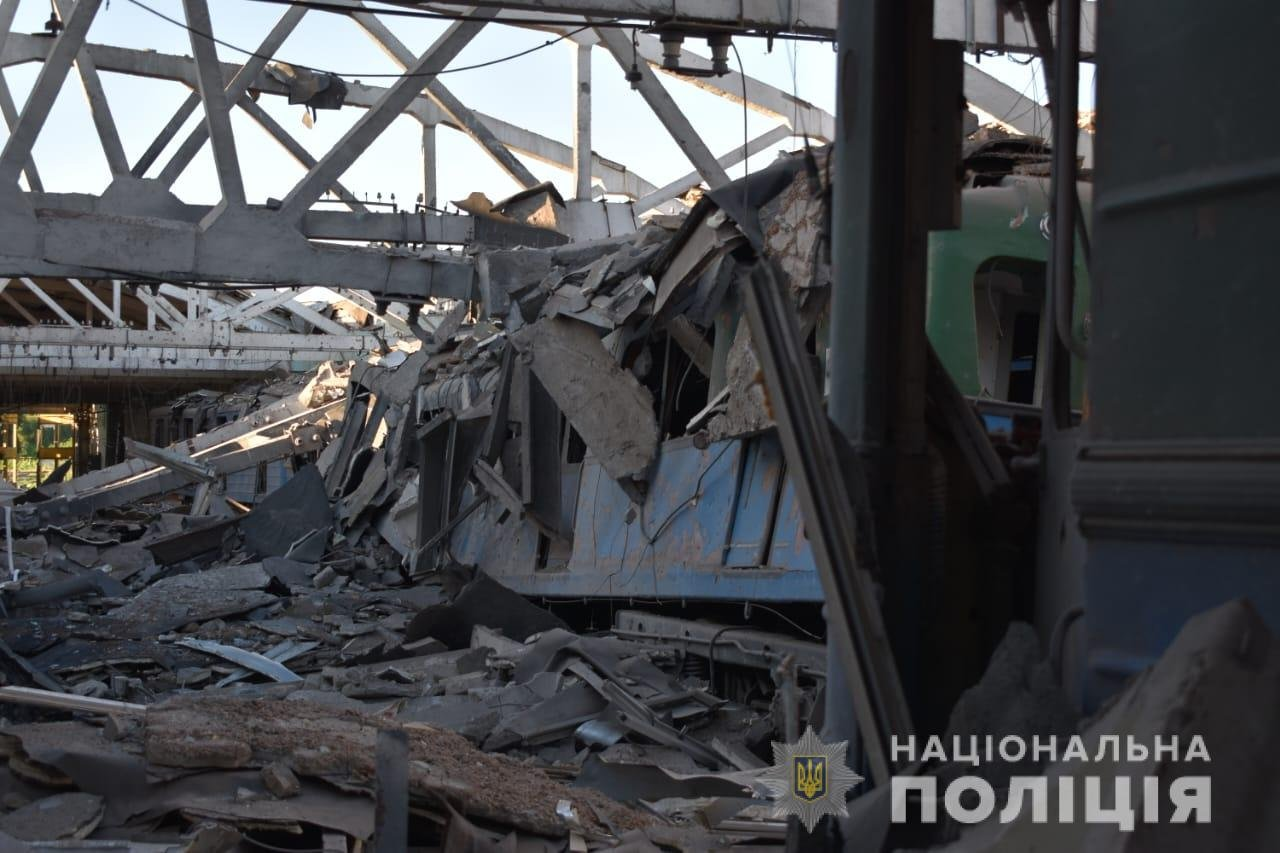
Разбитый вагон-путеизмеритель Д № 2302
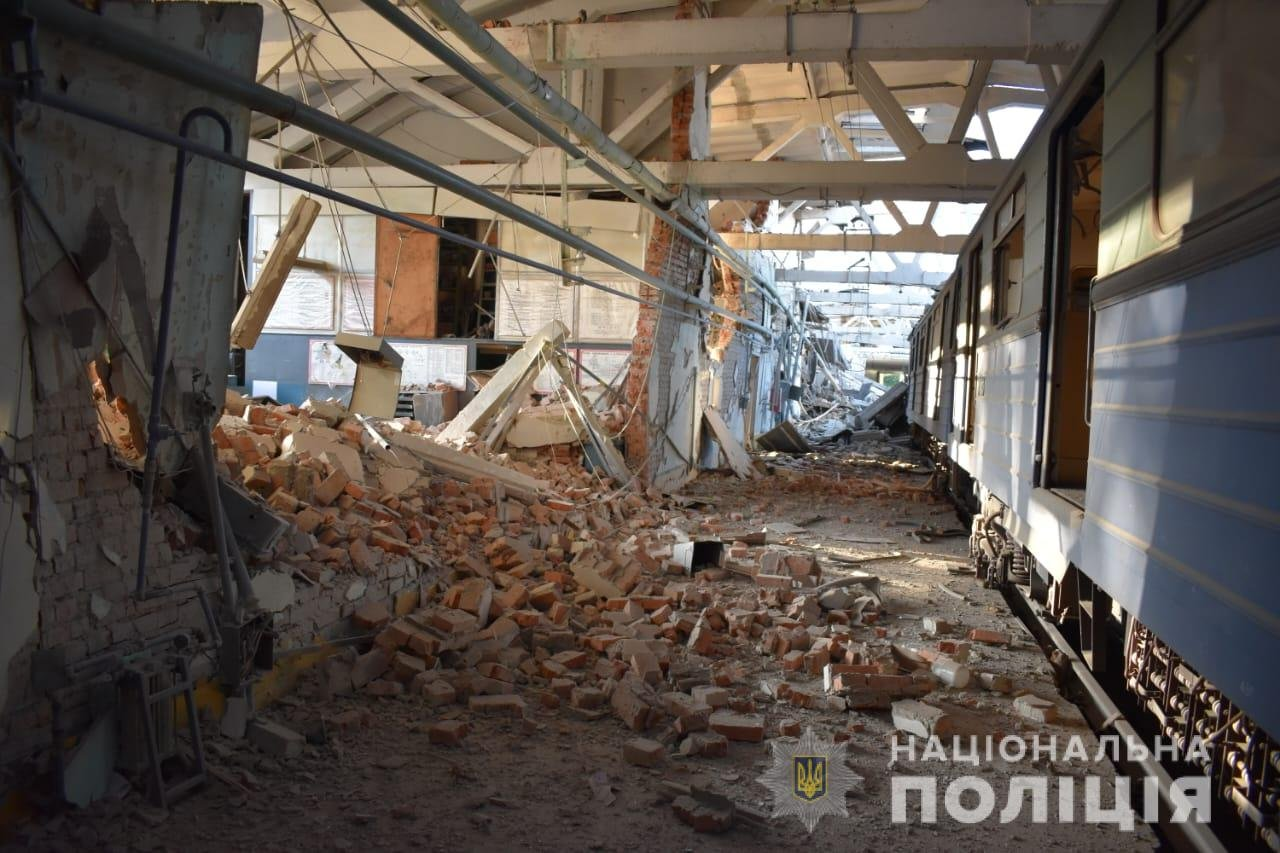
Повреждённые стены депо

## Устройство депо

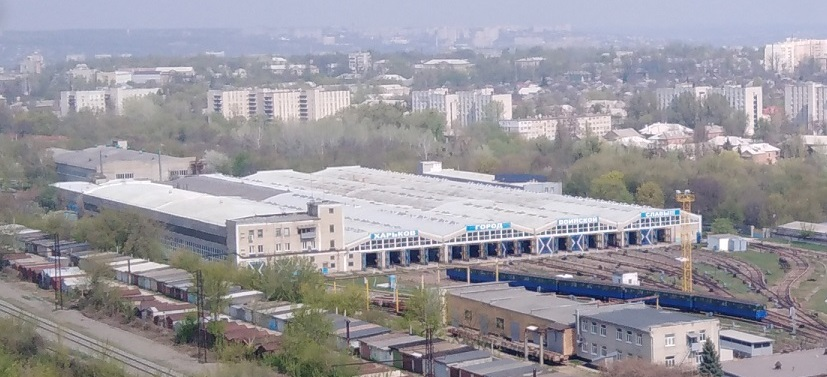
Здание депо

Депо соединяется со станцией «Турбоатом» двухпутной соединительной ветвью. Скорость движения по соединительной ветке — не более 40 км/ч.
В электродепо используется разворотный круг (трансбордер) и подъездные пути, т. н. «гейт», к станции «Харьков-Балашовский».
Имеется 37 стрелочных переводов: № 1—21, 23—25, 27—31, 33—35, 37, 39, 41, 43, 45.
Классификация путей:
- 22 — обкаточный путь;
- 23,24 — вытяжные пути;
- 27 — предохранительный путь;
- 25 — передаточный путь.

Все светофоры полуавтоматического действия. Светофоры «ПА», «ПБ» и «ПМ» не имеют пригласительных сигналов.

## Обслуживаемые линии
| # | Линия                         | Период                 |
| - | ----------------------------- | ---------------------- |
| 1 | Холодногорско-Заводская линия | 1975 — настоящее время |
| 3 | Алексеевская линия            | 1995 — настоящее время |

## Подвижной состав

### Пассажирский подвижной состав
По состоянию на 2022 год в депо эксплуатируется следующий подвижной состав.
| Тип вагонов    | Период                 | Вагонов в составе | Состояние               |
| -------------- | ---------------------- | ----------------- | ----------------------- |
| Еж3/Ем-508Т    | 1975 — настоящее время | 8                 | регулярная эксплуатация |
| 81-717/714     | 2012 — настоящее время | 8                 | регулярная эксплуатация |
| 81-717.5/714.5 | 1989 — настоящее время | 8                 | регулярная эксплуатация |
| 81-718/719     | 1991 — настоящее время | 8                 | регулярная эксплуатация |
| 81-710.1       | 2017 — настоящее время | 8                 | регулярная эксплуатация |

### Служебный подвижной состав
В числе специального подвижного состава имеются:
- Вагон-лаборатория СЦБ (№ 5918)
- Мотовозы и автодрезины АГМу, АЛг, ДМм и ДГКУ, хозяйственные поезда.

До 20 июня 2022 года в депо работал вагон-путеизмеритель типа Д (№ 2302), который был уничтожен 20 июня 2022 года в результате ракетного обстрела российскими войсками здания депо.

## Сводка
- Всего в депо числится 225 пассажирских вагонов, из них 87 головных.
- Среднесуточный пробег вагонов по Холодногорско-Заводской линии — 378,7 км, по Алексеевской — 341,7 км.
- Обслуживает 26 км путей при норме на 1 депо максимум 20 км, что должно решиться после постройки ТЧ-3 «Алексеевское» (не ранее 2022 года, планируется открыть вместе со станциями «Державинская» и «Одесская»).